# William Boo
Héctor Oscar Brea (Buenos Aires, 1927 - ibídem, 2006) fue un actor argentino, conocido por personificar al personaje ficticio William Boo, el árbitro corrupto del clásico programa Titanes en el Ring.

## Biografía
Héctor Oscar Brea nació en Buenos Aires. En la década del 60 fue convocado por Martín Karadagián para unirse a su troupe de luchadores. En su juventud había personificado a William Boo, el campeón canadiense, en ciclos de catch que se realizaban en clubes y asociaciones. El los años 70 personificó al árbitro William Boo, que siempre favorecia a los malos. El programa Titanes en el Ring se emitía por canal 9 y luego por Canal 13. Brea formó parte de la temporada 1982 de Titanes en el Ring, por Canal 11. Ese mismo año abandonó Titanes para unirse a la troupe de Mr. Moto, que había sido contratado por ATC para el programa de catch Colosos de la lucha.
En 1988 Héctor Oscar Brea volvió a interpretar al malvado Boo en Lucha Fuerte que se emitía por canal 2, con las figuras de Rubén Peucelle, Juan Levy Rodríguez, el Mongol y Juan Domingo Vera como Go-In-Pak.
En 1989 fue parte de Lucha Fuerte 1989, y luego de Super Catch 2. 
De 1990  a 1992 fue parte de Supercatch en Paraguay, producción de Juan Carlos Amoroso.
En 1993 fue parte del programa Lucha Mundial que se emitía por Canal 2, personificando nuevamente al malvado, y polémico árbitro William Boo.eE el programa la figura principal era Kato, el ninja blanco.
En 1997 fue parte del programa Los Titanes, El Regreso, que se emitía por el canal de cable infantil Cablín, de ese programa participaron varios luchadores de Titanes en el Ring como Rubén Peucelle, El Caballero Rojo, Gengis Khan, Mercenario Joe, Joe Galera y Julio César.
En 1999 integró el programa Campeones del Ring que se emitía por el Canal 26 de Telecentro, una producción de Pepino el Payaso (Domingo Lucciarini).

## Fallecimiento
Brea murió el 20 de octubre de 2006, en el instituto Dupuytren, de Buenos Aires, donde estuvo internado durante 15 días por una trombosis.